# USS Phoenix (CL-46)
Pour les autres navires du même nom, voir USS Phoenix.
L'USS Phoenix (CL-46) est un croiseur léger de classe Brooklyn qui participe à la Seconde Guerre mondiale. Il est le troisième bâtiment à avoir porté ce nom au sein de l'US Navy, en l'honneur de la capitale de l'État d'Arizona. 

## Histoire
Sa construction est confiée à la New York Shipbuilding Corporation, elle débute le 15 avril 1935 à Camden. Le Phoenix est lancé le 13 mars 1938 ; sous le parrainage de Mrs. Dorothea Kays Moonan ; et il est mis en service au Philadelphia Navy Yard le 3 octobre 1938. Son commandement est confié au captain John W. Rankin. 
En service dans l'océan Pacifique pendant la guerre, il échappe à l'attaque japonaise sur Pearl Harbor le 7 décembre 1941, et totalisera neuf étoiles au combat à la fin du conflit. 
Retiré du service après la Seconde Guerre mondiale, il est vendu à l'Argentine en 1951 et renommé ARA General Belgrano. Le General Belgrano sera torpillé en 1982 pendant la guerre des Malouines par le sous-marin nucléaire d'attaque britannique HMS Conqueror.

## Source
- (en)  Cet article contient du texte publié par le Dictionary of American Naval Fighting Ships dont le contenu se trouve dans le domaine public. La référence peut être lue ici.